# 朱以海
朱以海（1618年7月6日—1662年12月23日），字巨川，號恒山，又號常石子，是南明监国、鲁王，称鲁监国，为明太祖第十子魯荒王朱檀的九世孫，魯肅王朱壽鏞第六子，魯安王朱以派之弟。是南明抗清的重要領袖之一。

## 生平
朱以海是魯安王朱以派之弟。崇禎十五年（1642年）清軍破兖州府，魯王府被洗劫一空，魯王朱以派自縊殉國。
崇禎十七年（1644年）二月，朱以海被崇祯帝封為「魯王」；但在朱以海正式受封四天後，李自成就攻陷北京，朱以海遂逃往南方。
福王朱由崧即位於南京之後，命朱以海駐守台州。弘光元年（1645年）南京、杭州都被清軍攻下後，鄭遵謙、張國維等迎朱以海於紹興，聽取方逢年建議，于同年七月十八日（1645年9月7日）自称監國。
南明监国鲁元年（1646年），拜方逢年為相，以「监国鲁」为纪年名称，不奉唐王朱聿鍵的隆武年號，不惜以高官厚爵收買人心，「時遠近章奏，武臣則自稱將軍、都督，文臣自稱都御史、侍郎，三品以下不計。而江湖游手之徒，假造符璽，販鬻官爵，偃臥丘園而云聯師齊楚，保守妻子而云聚兵千萬。」因此朱聿鍵與朱以海屢起衝突而無法合作，浙江和福建相繼被清兵攻破。同年六月，朱以海在张名振等人保护下逃亡至舟山。控制舟山的黄斌卿借口自己是隆武朝廷所封，拒不接纳朱以海入城。九月，据守金、厦一带的永胜伯郑彩将朱以海迎入福建，奉朱以海为主，并在长垣岛（今福建省连江县南竿鄉，旧说今福建省福州市连江县琯头镇长门村）建立临时政权。
监国鲁二年（1647年）正月，朱以海在长垣岛誓师后，着手收复失地。七月，朱以海亲征，广发檄文，号召各地绅民起事，收复建宁府以及建阳、崇安、松溪、政和、寿宁、连江、长乐、永福、闽清、罗源、宁德等县。同年十月，朱以海的军队攻克福宁州。原隆武朝大学士朱继祚在兴化城内号召起义，清兴化总兵张应元乘夜逃跑，朱以海政权遂控制兴化府。到监国鲁三年（1648年）上半年，朱以海政权收复了闽东北三府一州二十七县，省会福州沦为孤城。朱以海亲临福州城外的闽安镇，指挥攻城。但此时朱以海政权发生内讧，权臣郑彩无缘无故击杀大学士熊汝霖，又逼迫义兴侯郑遵谦投海自尽。朱以海任命的大学士钱肃乐也被郑彩排挤，后呕血而亡。清朝派精锐八旗军南下福建，配合浙闽总督陈锦辖下的汉军反攻。此时，在泉州和漳州一带活动的郑成功也以尊奉死去的隆武帝为名，拒绝接受朱以海号令。不久，先前攻取的福建地区和浙江景宁、庆元、云和、松阳等县又被清军夺去。监国鲁四年（1649年）正月，朱以海被迫移驻福建和浙江两省交界处的沙埕。几个月后，张名振攻取健跳所，将朱以海迎到健跳所居住。为防清军来袭，朱以海和他的大臣们经常住在船上。与此同时，郑彩同郑成功发生火并，被郑成功击败，不得已向朱以海上表求救，朱以海乘机收编郑彩余部。同年九月，张名振派兵袭杀黄斌卿，夺取舟山，迎朱以海到舟山。
监国鲁六年（1651年）八月，清浙闽总督陈锦率兵攻陷舟山，朱以海在张名振、张煌言陪同下，赴厦门依靠郑成功，郑成功安排他居住于金门。监国鲁八年（1653年）三月（1653年3月29日—1653年4月26日），因當時鄭成功和朱以海之間有所衝突，朱以海便自去監國稱號，由舊臣王忠孝、沈佺期等人照顧；期間朱以海一度移居南澳，不久又回金門。
南明永历十六年（1662年），永曆帝朱由榔在雲南遇害後，張煌言一度上書朱以海，要求朱以海「爭取閩海勳鎮，速正大號，以求正統」，但因鄭成功和鄭經不支持而未成。同年鄭成功死後，朱以海一度無人服侍。十一月十三（1662年12月23日），朱以海哮喘發作病逝。

## 家族

### 先祖
- 高祖父 魯悼王朱健杙
  - 曾祖父 魯端王朱觀𤊟
    - 祖父 魯恭王朱頤坦

### 父母
- 父亲 魯肅王朱壽鏞
- 母亲 王氏

### 伯父
- 大伯魯溫肅世子[8] 朱壽𨰜，隆慶三年壬戌去世。
- 五伯福安憲惠王 朱壽鉁
- 六伯魯敬王 朱壽鏳
- 七伯魯憲王 朱壽鋐
- 八伯寧德王 朱壽鋮

### 叔父
- 十一叔長泰昭和王 朱壽錥
- 十二叔永福溫禧王 朱壽鉅

### 兄弟
- 嫡长兄朱以潢
- 庶三兄魯安王 朱以派
- 四兄朱以洐
- 五兄朱以江

### 嫔妃
- 济宁州张有光长女，原浙江宁波人
- 元妃周義妃
- 继妃张氏，滋陽人
- 次妃陳貞妃

### 子女

#### 子
1. 魯世子朱弘柙，母继妃张氏，失陷兖州，生死不明
2. 魯世子朱弘枬，庶出，卒于南中
3. 朱弘棅，庶出，失陷兖州，生死不明
4. 朱弘槮，庶出，殉难
5. 朱弘樸，庶出，殉难
6. 朱弘棟，庶出，殉难
7. 魯世子朱弘桓，字继恒，母次妃陈氏，遗腹子

《魯王壙志》記載朱以海有6子，其中第四、五、六子為弘槮、弘樸、弘棟，另有遺腹子女尚未出生。在其它南明和明鄭資料中，遺腹子又被稱為朱以海第八子。

#### 女
- 长女郡主朱氏，母继妃张氏，夫周衍昌，闽安侯周瑞子[7]
- 次女郡主朱氏，母次妃陈氏，夫鄭聰，延平王鄭成功子[9]
- 某女朱氏，又称魯王公主，母次妃陈氏，夫鄭哲飛，福建南安文人

## 軼事
金門民間有稱魯王為「蕃薯王」或「地瓜王」者，因魯王生前居金門時，平日喜愛蕃薯的美味，由於島上交通不便，倘或米糧供應不及，常以金門土產蕃薯果腹，因此民間戲稱他為「蕃薯王」或「地瓜王」。

## 陵墓
目前中華民國福建省金門縣有魯王墓，是在1959年發現後重修的。這與《明史》記載的鄭成功將魯王沉入海中殺死不一致，而且鄭成功去世乃先於魯王。魯王死後，其世子朱弘桓渡臺灣，得到鄭經的庇護，直至明鄭覆亡。